# 西澤久夫
西澤 久雄（にしざわ ひさお、1948年〈昭和23年〉11月4日 - ）は、日本の政治家、元滋賀県東近江市長（1期）。

## 来歴
滋賀県出身。平安高等学校を経て、大谷大学文学部卒。八日市市職員を経て、1999年滋賀県議会議員に当選。2期務める。2005年合併により東近江市が発足。合併後の市長選挙に立候補したが旧八日市市長中村功一に敗れて落選した。2009年の選挙で当選。東近江市長を1期務め、2013年の市長選挙で小椋正清に敗れた。